# أندرو بيرس (منافس ألعاب قوى)
أندرو بيرس (بالإنجليزية: Andrew Pierce)‏ هو منافس ألعاب قوى أمريكي، ولد في 8 يونيو 1979.